# Anaetius kuijteni
Anaetius kuijteni är en skalbaggsart som beskrevs av Rudolph Petrovitz 1969. Anaetius kuijteni ingår i släktet Anaetius och familjen Aphodiidae. Inga underarter finns listade i Catalogue of Life.